# 乔小刀
乔小刀，本名乔守民，又名乔西，1976年出生于山东省，中華人民共和國男歌手，独立音樂創作人，装置艺术家。

## 音乐
乔小刀2006年曾與其侄女乔木楠组成了大乔小乔乐队，為獨立民謠風格，受到20世紀80年代中華人民共和國朦朧詩影響。《消失的光年》使用自製封面，發行僅用了一萬人民幣。有代表性的歌曲包括《消失的光年》，《小烏龜》，《農夫漁夫》等。

## 主题公园
2020年，乔小刀免费租下了一篇4万多平米的荒地，在上边用废弃铁皮、木板、金属零件等搭建"移动城堡"等一系列梦核或童话风格的装置艺术。称为"荒野之国"。